# Planeta terrestre

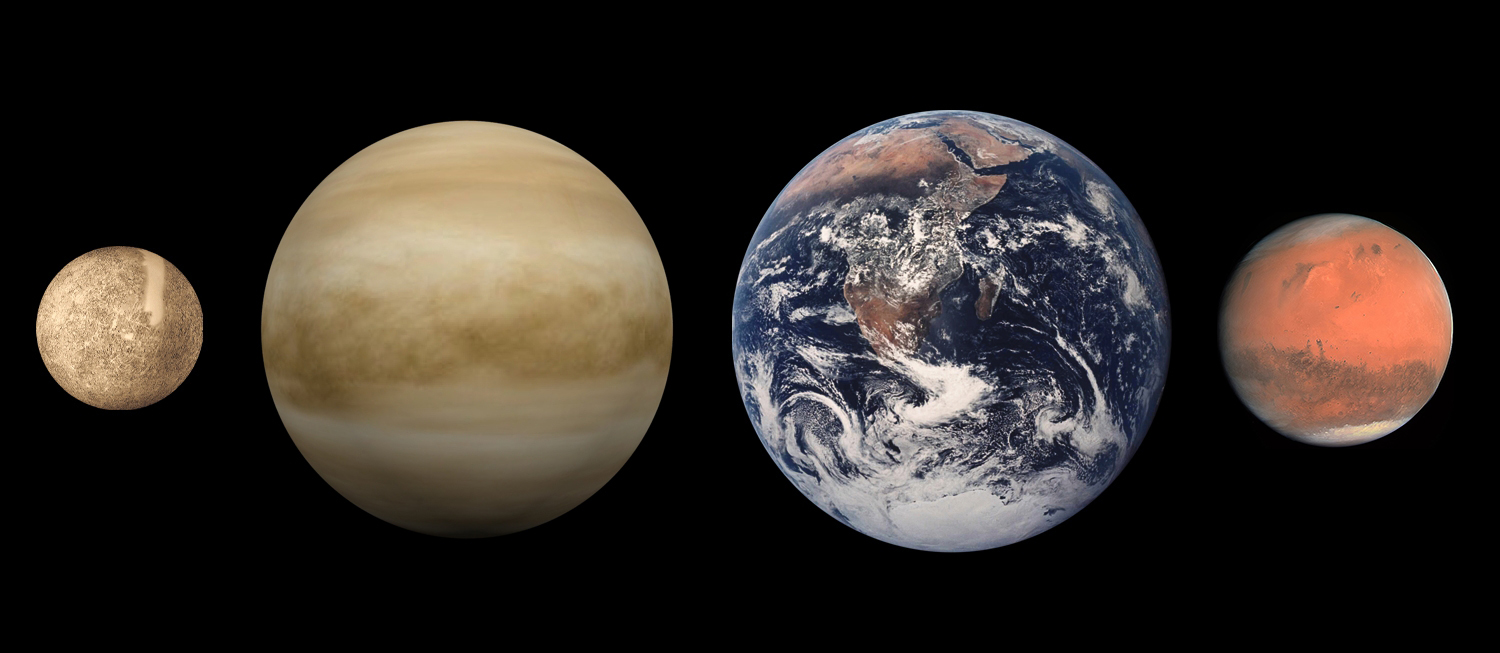
Los planetas terrestres, a escala, en orden de distancia creciente al Sol, de izquierda a derecha: Mercurio, Venus, La Tierra y Marte.

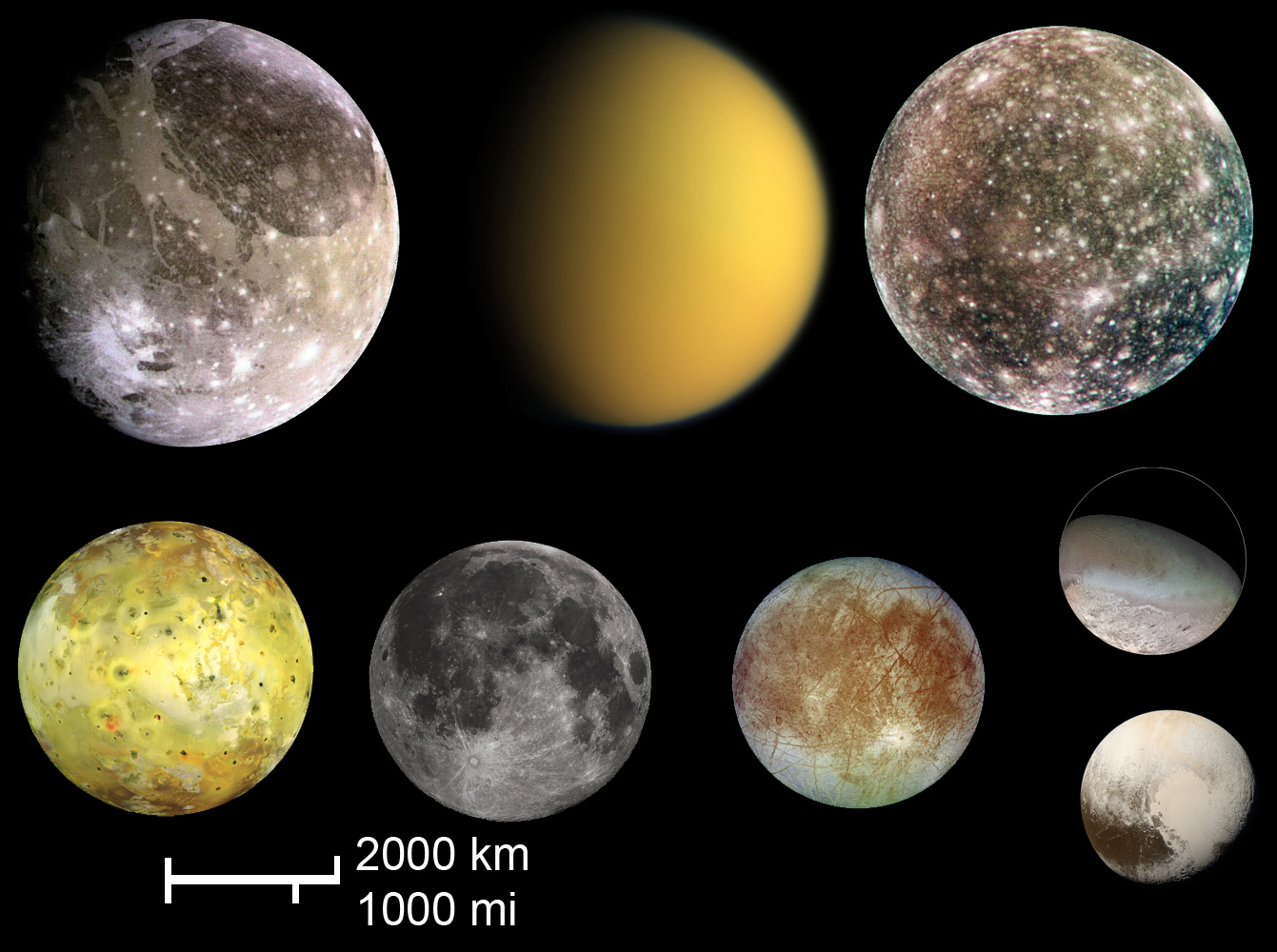
Los siete mayores satélites del sistema solar y Plutón (el objeto más pequeño de la estampa).

Un planeta rocoso, también denominado planeta telúrico, planeta terrestre o planeta sólido, es un planeta formado principalmente por silicatos. Los planetas rocosos son sustancialmente diferentes a los gaseosos, los cuales tienen una superficie sólida secundaria o inexistente y están constituidos principalmente por gases tales como hidrógeno, helio y agua, en diversos estados de agregación. Todos los planetas terrestres tienen aproximadamente la misma estructura: un núcleo metálico, mayoritariamente férreo, y un manto de silicatos que lo rodea. La Luna tiene una composición similar, excepto su núcleo de hierro. Los planetas terrestres tienen cañones, cráteres, montañas y volcanes. Además tienen atmósferas secundarias, procedentes de sus procesos geológicos internos, al contrario que los gigantes gaseosos que poseen atmósferas primarias, capturadas directamente de la nebulosa solar original.
El sistema solar posee cuatro planetas telúricos: Mercurio, Venus, la Tierra y Marte, y un planeta enano en el cinturón de asteroides, Ceres, llamados conjuntamente «planetas interiores». Los objetos transneptunianos como Plutón se parecen a los planetas terrestres en que tienen una superficie sólida, pero son mayoritariamente hielo. Algunos grandes satélites del sistema solar también son desde cierto punto de vista «planetas telúricos» ya que se consideran planetas secundarios de formaciones rocosas; pero no todos los satélites, solo aquellos lo suficientemente grandes como para alcanzar equilibrio hidrostático. Durante la formación del sistema solar probablemente hubo más planetas terrestres (protoplanetas), pero o se fusionaron para formar los actuales planetas, o fueron destruidos o expulsados hacia el espacio interestelar mediante alteraciones gravitatorias del resto de planetas. Solo un planeta rocoso, la Tierra, tiene una hidrosfera activa.

## Estructura
Todos los planetas terrestres del sistema solar tienen la misma estructura básica, como un núcleo metálico central (mayoritariamente hierro) con un manto silicatado circundante.
El gran asteroide rocoso 4 Vesta tiene una estructura similar; posiblemente también la tenga el más pequeño 21 Lutetia. Otro asteroide rocoso (2) Palas tiene aproximadamente el mismo tamaño que Vesta, pero es significativamente menos denso; parece que nunca diferenció un núcleo y un manto. La Luna e Io (satélite de Júpiter) tienen estructuras similares a las de los planetas telúricos, sin embargo la Luna tiene un núcleo de hierro mucho más pequeño. Otro satélite joviano, Europa, tiene una densidad similar, pero presenta una capa de hielo destacable en su superficie: por este motivo, a veces se le considera en cambio un «planeta helado».
Los planetas terrestres pueden tener estructuras superficiales como  cañones, cráteres, montañas y volcanes, entre otras, dependiendo de la presencia en cada momento de un líquido erosivo, de actividad tectónica o de ambos.
Los planetas terrestres tienen atmósferas secundarias, generadas por desgasificación volcánica o por restos del impacto de cometas. Esto contrasta con los planetas gigantes exteriores, cuyas atmósferas son primarias; las  atmósferas primarias fueron capturadas directamente de la nebulosa solar original.

## Dentro del sistema solar

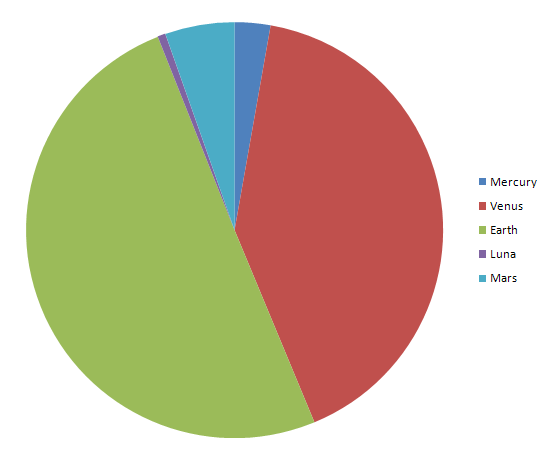
Masas relativas de los planetas rocosos del sistema solar y de la Luna.

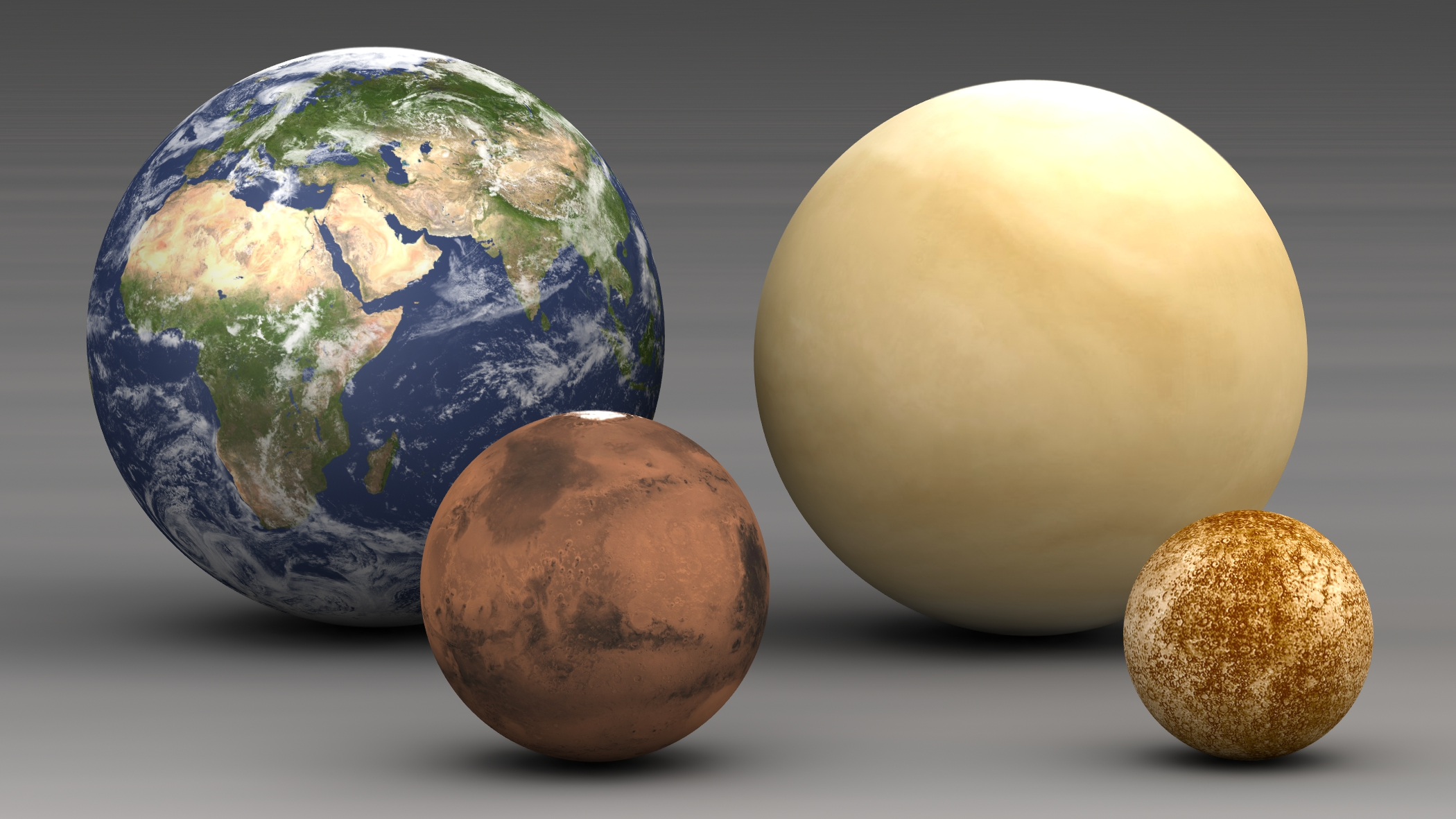
Los planetas rocosos (tamaños a escala) de izquierda a derecha: la Tierra, Marte, Venus y Mercurio.

El sistema solar tiene cuatro planetas telúricos según la definición dinámica: Mercurio,  Venus, la Tierra y  Marte. La Luna y los satélites jovianos Ío y Europa también contarían desde el punto de vista geofísico, así como quizá los grandes protoplanetas-asteroides Palas y Vesta (aunque se trata de casos límite). Entre estos cuerpos, solo la Tierra tiene una hidrosfera superficial activa. Se cree que Europa tiene una hidrosfera activa bajo su capa de hielo.
Durante la formación del sistema solar hubo muchos planetesimales y  protoplanetas rocosos, pero la mayoría se fusionaron con los cuatro planetas interiores o fueron expulsados por ellos, dejando sólo a Palas y Vesta para sobrevivir más o menos intactos. Es probable que ambos fueran planetas enanos en el pasado, pero los impactos les han quitado su forma equilibrada. Algunos otros protoplanetas empezaron a acumularse y diferenciarse, pero sufrieron colisiones catastróficas que dejaron sólo un núcleo metálico o rocoso, como (16) Psique u (8) Flora respectivamente. Muchos asteroides de tipo S y de tipo M pueden ser fragmentos de este tipo.
Los demás cuerpos redondos desde el cinturón de asteroides hacia fuera son geofísicamente planetas «helados». Se parecen a los planetas terrestres en que tienen una superficie sólida, pero están compuestos de hielo y roca en lugar de roca y metal. Entre ellos se incluyen los planetas enanos, como Ceres, Plutón y Eris, que hoy en día sólo se encuentran en las regiones situadas más allá de la línea de formación de la nieve, donde el hielo de agua era estable bajo la luz solar directa en los orígenes del sistema solar. También se incluyen las otras lunas redondas, que son hielo-roca (por ejemplo, Ganímedes, Calisto, Titán y Tritón) o incluso principalmente hielo (por ejemplo, Mimas, Tetis e Iapeto). Se sabe que algunos de estos cuerpos tienen hidrosferas subsuperficiales (Ganímedes, Calisto, Encélado y Titán), como Europa, y también es posible que algunos otros (por ejemplo, Ceres, Dione, Miranda, Ariel, Tritón y Plutón). Titán incluso tiene cuerpos superficiales de líquido, aunque metano líquido en lugar de agua. Ganímedes de Júpiter, aunque helado, sí tiene un núcleo metálico como la Luna, Io, Europa y los planetas telúricos.
Se ha sugerido el nombre de mundo terrestre para definir a todos los mundos sólidos (cuerpos que adoptan una forma redondeada), sin tener en cuenta su composición, por lo que incluiría tanto a los planetas terrestres como a los helados.

### Tendencias de densidades
La densidad no comprimida de un planeta telúrico es la densidad media que sus materiales tendrían sin presión alguna. Un valor elevado de densidad no comprimida indica una concentración más elevada en metal. La densidad no comprimida es utilizada más que la densidad media real porque el núcleo de los planetas tienden a aumentarla (la densidad media de un planeta depende también más de su tamaño que de su composición).

### Mercurio
Mercurio está constituido por 70 % de metal (principalmente hierro) y 30 % de silicatos y su densidad es de 5,427 g/cm3. Las personas dedicadas a la geología estiman que el núcleo ocupa aproximadamente 42 % de su volumen. El núcleo en fusión está rodeado de una capa de rocas.
Sobre la corteza de Mercurio se encuentran numerosos bordes que se extienden sobre cientos de kilómetros de longitud. Eso deja suponer que el núcleo y su capa se enfriaron y contrajeron mientras que la corteza se solidificó.

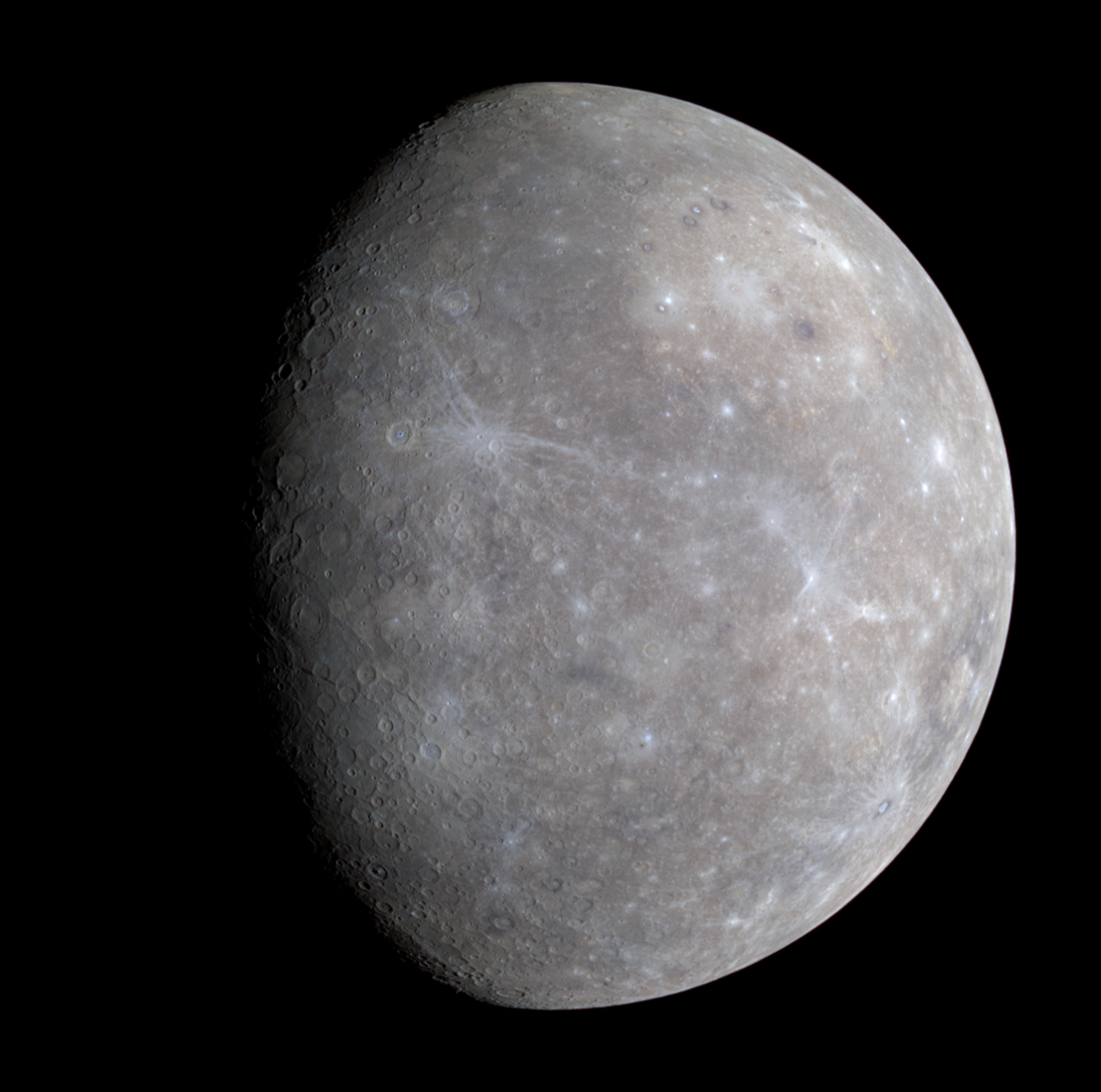
Mercurio por (MESSENGER) el 14 de enero del 2008.

Estructura interna de Mercurio.

Existen diversas hipótesis acerca de la elevada cantidad de hierro que existe en este planeta, pero entre ellas la teoría más aceptada es que Mercurio tenía una relación de metal/silicato parecida a la de las condritas carbonáceas y una masa de aproximadamente 2,25 veces su masa actual, pero al principio de la historia del sistema solar, Mercurio pudo haber sido impactado por un cuerpo terrestre (planetesimal) de aproximadamente 1/6 de la masa de Mercurio y un diámetro de varios centenares de kilómetros. El impacto habría arrancado una gran parte de la corteza primitiva y de su manto, dejando el núcleo intacto.

### Venus
Con una densidad de 5,26 g/cm3 y un radio de 6051 km, se dice que Venus es el hermano gemelo de la Tierra. La corteza de Venus representa aproximadamente 0,34 % del radio del planeta y los análisis hechos por diferentes sondas probaron que el material exterior de Venus es parecido al granito y al basalto terrestre.

### Marte
Como primera aproximación, se puede considerar que la corteza marciana tiene una densidad uniforme de 2,9 g/cm3, lo que conduce a un espesor de aproximadamente 50 km, o sea, 4,4 % del radio del planeta.
Por la ausencia de datos sísmicos explotables, la estructura interna del planeta resulta difícil de precisar. Sin embargo, el aprovechamiento de la información recogida por las diversas sondas que han explorado el planeta ha podido determinar que podría estar constituido por un manto sólido de silicatos ricos en hierro y un núcleo fundido.
Un estudio ha dejado constancia, según cálculos fundados sobre modelos geoquímicos del planeta, de que el núcleo contendría del 5 al 13,5 % de azufre y el manto contendría del 11 al 15,5 % de hierro.

## Fuera del sistema solar
La mayoría de los planetas exteriores al sistema solar encontrados hasta la fecha son gigantes gaseosos, simplemente porque son más grandes y más fáciles de hallar o inferir a partir de observaciones. Sin embargo, se sospecha que existe un gran número de planetas de tipo telúrico.
Los primeros planetas terrestres extrasolares fueron detectados por Aleksander Volszczan orbitando el púlsar PSR B1257+12. Sus masas son 2,0, 4,3 y 3,9 veces la de la Tierra. Fueron encontrados debido a que ocultaban periódicamente las emisiones de radio del púlsar. Si no hubieran estado orbitando un púlsar no hubieran sido detectados.

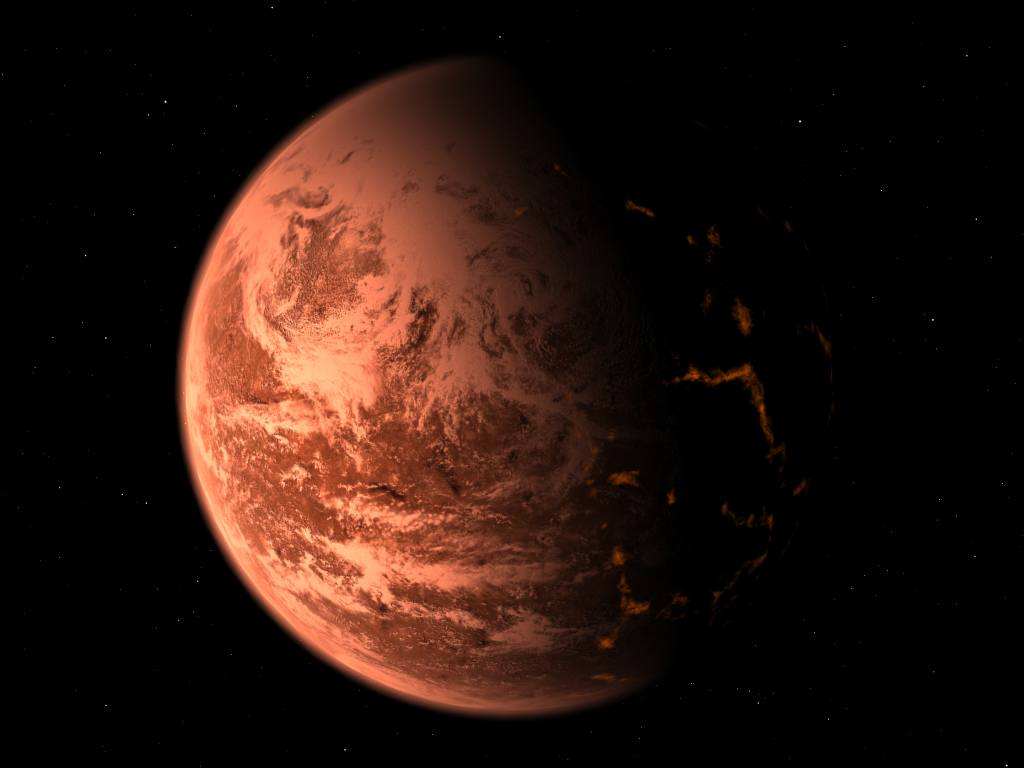
Reconstrucción artística de Gliese 876 d.

Cuando se encontró 51 Pegasi b, el primer planeta extrasolar orbitando una estrella de tipo solar (51 Pegasi), muchos astrónomos dieron por hecho que se trataba de un planeta terrestre, al suponer que un gigante gaseoso no podría existir en una órbita tan cercana (0,052 UA), pero posteriores mediciones confirmaron que se trataba de un gigante gaseoso.

### Hallazgos recientes
En junio de 2005 se tuvo noticia de un nuevo planeta rocoso extrasolar que orbita la enana roja Gliese 876 (ubicada en la constelación de Acuario), a 15 años luz. Tiene una masa de entre 6 y 9 veces la terrestre y un periodo orbital de 2 días terrestres.
El 10 de agosto de 2005 los experimentos PLANET/RoboNet y OGLE detectaron señales de un planeta frío llamado OGLE-2005-BLG-390Lb, de 5,5 masas terrestres, orbitando una estrella a 21.000 años luz en la constelación de Escorpio. Se detectó mediante la técnica de «microlentes gravitatorias», la única capaz de detectar planetas fríos de masas parecidas a la Tierra.
En la primavera de 2005 otro planeta llamado OGLE-2005-BLG-169Lb, de 13 masas terrestres, fue hallado en una estrella situada a 9000 años-luz. Este podría ser un gigante gaseoso o un planeta telúrico, y parece orbitar su estrella a una distancia equivalente a la del cinturón de asteroides.
En enero de 2016 el telescopio Kepler de la NASA, en colaboración con el espectrómetro HARPS de La Silla, en Chile descubrieron el planeta rocoso más grande hasta la fecha. Bautizado como BD + 20594 se encuentra en la constelación de Aries a 500 años luz de distancia y su masa es 17 veces la de la Tierra, aproximadamente como Neptuno. Tiene una densidad de aproximadamente 8 gramos por centímetro cúbico y es pobremente metálico.

### Clasificación

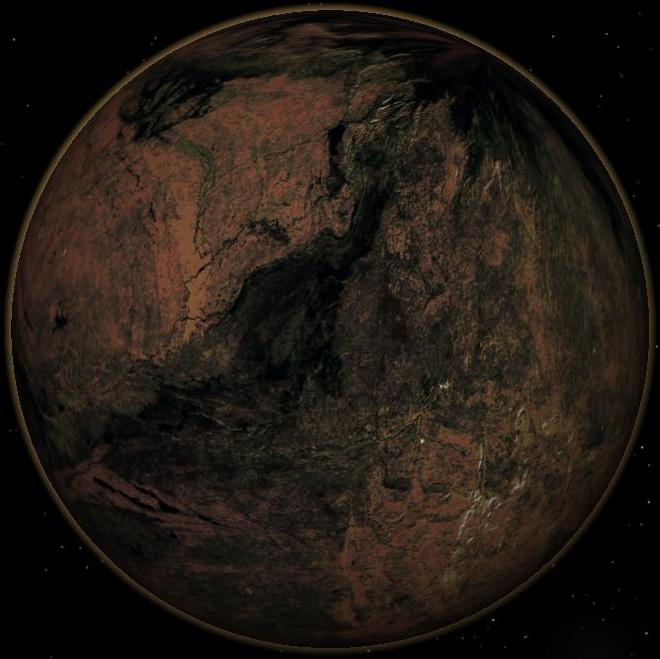
Recreación de un planeta de carbono

En teoría hay dos tipos de planetas rocosos, unos llamados planetas de silicio, dominados por silicatos (como la Tierra, Marte y Venus), y los otros de un tipo teórico conformado por compuestos del carbono, como los asteroides de tipo condrito carbonáceo. Se les denomina planetas de carbono («planetas de diamante»), este tipo no ha sido observado hasta ahora pero se han detectado grandes cantidades de carbono en discos protoplanetarios de algunas estrellas donde podrían estar formándose planetas de este tipo; uno de estos es el disco de polvo de la estrella Beta Pictoris.
Actualmente, en fase de diseño, hay algunos telescopios que serían capaces de distinguir planetas individuales. Entre ellos, el Terrestrial Planet Finder, Space Interferometry Mission, Darwin, New Worlds Imager, la misión Kepler y el Overwhelmingly Large Telescope.

#### Otras clasificaciones
- Planeta estéril
- Planeta de carbono
- Planeta sin núcleo
- Planeta desierto
- Planeta helado
- Planeta de hierro
- Planeta de lava
- Planeta océano
- Subtierra
- Supertierra
- Análogo a la Tierra
- Planeta superhabitable